# Riu d'Àrreu
El riu d'Àrreu és un corrent fluvial que neix a l'estany de Rosari d'Àrreu, a una alçada de 1.996 metres d'altitud i desaigua per la dreta al riu Noguera Pallaresa a una altitud de 1.114 metres. Tot el seu recorregut el fa dintre de la vall d'Àrreu, situada al massís de Beret. Està situat íntegrament al terme municipal d'Alt Àneu, a la comarca del Pallars Sobirà.
El seu curs es troba dintre del Parc Natural de l'Alt Pirineu. El riu no ha estat subjecte a cap obra d'aprofitament hidroelèctric.
El riu fou aprofitat per fer funcionar una serradora prop del poble d'Àrreu; actualment (2020) està completament enderrocada.